# Селхерст Парк
«Селхерст Парк» (англ. Selhurst Park) — футбольный стадион в Селхерсте, боро Кройдон, Лондон. Является домашним стадионом футбольного клуба «Кристал Пэлас».
Место для нового стадиона, где размещалась старая кирпичная фабрика, было куплено у Брайтонской железнодорожной компании за £2 570. Проект был разработан известным архитектором Арчибальд Лейтчем и реализован строительной фирмой Humphreys of Kensington примерно за £30 000. Открытие состоялось 30 августа 1924 года в присутствии лорда-мэра Лондона, в присутствии 25 000 зрителей «Кристал Пэлас» уступил «Шеффилд Уэнсдей» — 0:1. Стадион представлял собой только одну Главную трибуну, остальные были достроены лишь в 60-е годы.
Кроме футбольных матчей на «Селхерст Парк» проводились соревнования по боксу, велосипедному поло и крикету, а также музыкальные концерты. Также на стадионе прошли две игры лондонской Олимпиады 1948 года.
На стадионе выступали и другие лондонские клубы — «Чарльтон Атлетик» (с 1985 по 1991 год) и «Уимблдон» (с 1991 по 2000 год).
В январе 2011 года консорциум CPFC 2010, владеющий стадионом и клубом, объявил о намерении вернуться в изначальный дом «Кристал Пэлас» — Национальный спортивный центр «Кристал Пэлас» в ближайшие пять лет. После постройки нового Олимпийского стадиона к лондонской Олимпиаде 2012, центр утратит статус главного легкоатлетического стадиона и владельцы «Пэлас» планируют, убрав беговые дорожки, превратить его в чисто футбольную арену на 25 000 мест.
Также стадион использовался в съёмках сериала «Тед Лассо» про вымышленный ФК "Ричмонд". В сериале Селхерст Парк назывался "Nelson Road".